# Народная освободительная армия
Народная освободительная армия (англ. People’s Liberation Army, PLA) — тамильская вооруженная группа, возникшая в конце 2009 года на Шри-Ланке после поражения Тигров освобождения Тамил-Илама.
В отличие от Тигров НОА стоит на марксистских позициях и провозглашает своей целью не только создание национального тамильского государства на острове, но и построение социализма.
Про группу известно не очень много, но в её состав входят многие тамильские боевики из движения Тигров.